# Guy Jarrosson
Pour les articles homonymes, voir Jarrosson.
Guy Jarrosson, né le 9 mars 1911 à Lyon et mort le 20 août 1994 dans la même ville, est un homme politique français.

## Biographie
Membre du C.N.I, Jarrosson est licencié en Droit et est diplômé de l'École des sciences politiques avec une thèse intitulée Révolution en Espagne.
Agent de change depuis 1947 jusqu'au 30 septembre 1984, syndic honoraire de la Compagnie des agents de change, il est conseiller général du Rhône  de 1949 à 1961 ainsi que député du Rhône  de 1951 à 1962.
Sénateur de la communauté (1959-1960), représentant de la France au Parlement européen (1959-1962), conseiller municipal de Lyon de 1947 jusqu'au 13 mars 1977, adjoint au maire de Lyon, membre du Conseil des adjoints à la mairie centrale jusqu'au 25 mars 1977, avec délégation du maire pour les Affaires militaires, les Archives, les Bibliothèques, les Élections, le Musée de l'Imprimerie et de la Banque et Le Vieux Lyon, il est nommé adjoint honoraire de la commune de Lyon par arrêté préfectoral du 25 mai 1977 no 352.77.
En 1951, il proposition d'élever le général Weygand à la dignité de maréchal de France, bien que Weygand ait été vaincu au terme de la bataille de France et ministre durant le régime de Vichy.
Conseiller de la communauté urbaine depuis sa création, rapporteur général du budget jusqu'au 15 mai 1977, il est vice-Président du conseil d'administration de la Société d'économie mixte pour la restauration du Vieux Lyon dont il démissionne le 21 mars 1977.
Jarrosson fut aussi, en outre, président du conseil d'administration de l'Association des services généraux communs des sanatoriums de Saint Hilaire du Touvet (1954-1961), président du conseil d'administration du dispensaire Ozanam (association déclarée en 1951, dissoute le 31 décembre 1985) et administrateur de l'Association La Montée-La Rencontre (foyer de jeunes étudiantes, foyer de jeunes ouvrières).